# Arkadij Sobienin
Arkadij Iwanowicz Sobienin (ros. Аркадий Иванович Собенин, ur. 1910 we wsi Tatyszły w guberni ufijskiej, zm. 1972) – radziecki działacz partyjny.

## Życiorys
Od 1929 należał do WKP(b), 1930–1935 studiował w Kazańskim Instytucie Inżynierów Gospodarki Komunalnej, po czym krótko pracował jako inżynier budowniczy w mieście Mołotow (obecnie Perm), 1935–1936 odbywał służbę w Armii Czerwonej. W latach 1936–1937 był inżynierem projektantem w Swierdłowsku (obecnie Jekaterynburg), a 1937–1946 kolejno instruktorem Komitetu Miejskiego WKP(b) w Swierdłowsku, I sekretarzem Oktiabrskiego Komitetu Rejonowego WKP(b) w Swierdłowsku i kierownikiem Wydziału Organizacyjno-Instruktorskiego Komitetu Miejskiego WKP(b) w Swierdłowsku, następnie 1945-1946 sekretarzem Komitetu Miejskiego WKP(b) w Swierdłowsku. Od 1946 do 10 lipca 1948 był zastępcą kierownika Wydziału Zarządu ds. Weryfikacji Organów Partyjnych KC WKP(b), potem sekretarzem i do sierpnia 1952 II sekretarzem, a od 7 sierpnia 1952 do 16 grudnia 1955 I sekretarzem Amurskiego Komitetu Obwodowego WKP(b)/KPZR. Od 14 października 1952 do 14 lutego 1956 był członkiem Centralnej Komisji Rewizyjnej KPZR.